# Championnat d'Europe masculin de volley-ball des moins de 19 ans 1999
 (mars 2016).
Si vous disposez d'ouvrages ou d'articles de référence ou si vous connaissez des sites web de qualité traitant du thème abordé ici, merci de compléter l'article en donnant les références utiles à sa vérifiabilité et en les liant à la section « Notes et références ».
Navigation
Slovaquie 1997 République tchèque 2001
Le 3e championnat d'Europe de volley-ball masculin des moins de 19 ans s'est déroulé du 30 mars au 4 avril 1999 à Gdańsk et Puck en Pologne.

## Composition des groupes
| Poule 1                                        | Poule 2                                      |
| ---------------------------------------------- | -------------------------------------------- |
| Site : Gdańsk Pologne Slovaquie Russie Ukraine | Site : Puck Allemagne France Italie Tchéquie |

## Tour préliminaire

### Poule 1
| No | Équipe    | Points | Matches | Matches | Matches | Sets | Sets   | Sets  | Points | Points | Points |
| No | Équipe    | Points | joués   | gagnés  | perdus  | pour | contre | Ratio | pour   | contre | Ratio  |
| -- | --------- | ------ | ------- | ------- | ------- | ---- | ------ | ----- | ------ | ------ | ------ |
| 1  | Pologne   | 6      | 3       | 3       | 0       | 9    | 2      | 4.500 | 267    | 226    | 1.181  |
| 2  | Russie    | 5      | 3       | 2       | 1       | 7    | 4      | 1.750 | 252    | 246    | 1.024  |
| 3  | Ukraine   | 4      | 3       | 1       | 2       | 5    | 6      | 0.833 | 247    | 243    | 1.016  |
| 4  | Slovaquie | 3      | 3       | 0       | 3       | 0    | 9      | 0.000 | 174    | 225    | 0.773  |

### Poule 2
| No | Équipe    | Points | Matches | Matches | Matches | Sets | Sets   | Sets  | Points | Points | Points |
| No | Équipe    | Points | joués   | gagnés  | perdus  | pour | contre | Ratio | pour   | contre | Ratio  |
| -- | --------- | ------ | ------- | ------- | ------- | ---- | ------ | ----- | ------ | ------ | ------ |
| 1  | Tchéquie  | 5      | 3       | 2       | 1       | 8    | 5      | 1.600 | 280    | 257    | 1.089  |
| 2  | Allemagne | 5      | 3       | 2       | 1       | 8    | 6      | 1.333 | 307    | 304    | 1.010  |
| 3  | Italie    | 5      | 3       | 2       | 1       | 7    | 6      | 1.167 | 306    | 294    | 1.041  |
| 4  | France    | 3      | 3       | 0       | 3       | 3    | 9      | 0.333 | 252    | 290    | 0.869  |

## Phase finale

### Classement 5-8
|  | Tour de classement                               | Tour de classement                         |          |   | 5e place                             | 5e place                             |
|  | Tour de classement                               | Tour de classement                         |          |   | 5e place                             | 5e place                             |
|  |                                                  |                                            |          |   |                                      |                                      |
|  | Gdańsk, 03-04-99 (25:18 22:25 25:15 26:24)       | Gdańsk, 03-04-99 (25:18 22:25 25:15 26:24) |          |   | Gdańsk, 04-04-99 (25:21 25:15 25:14) | Gdańsk, 04-04-99 (25:21 25:15 25:14) |
|  | Gdańsk, 03-04-99 (25:18 22:25 25:15 26:24)       | Gdańsk, 03-04-99 (25:18 22:25 25:15 26:24) |          |   | Gdańsk, 04-04-99 (25:21 25:15 25:14) | Gdańsk, 04-04-99 (25:21 25:15 25:14) |
|  | Ukraine                                          | 3                                          |          |   | Gdańsk, 04-04-99 (25:21 25:15 25:14) | Gdańsk, 04-04-99 (25:21 25:15 25:14) |
|  | Ukraine                                          | 3                                          |          |   | Gdańsk, 04-04-99 (25:21 25:15 25:14) | Gdańsk, 04-04-99 (25:21 25:15 25:14) |
|  | France                                           | 1                                          |          |   | Gdańsk, 04-04-99 (25:21 25:15 25:14) | Gdańsk, 04-04-99 (25:21 25:15 25:14) |
|  | France                                           | 1                                          | Ukraine  | 3 |                                      |                                      |
|  | Gdańsk, 03-04-99 (25:18 20:25 11:25 25:20 15:13) |                                            | Ukraine  | 3 |                                      |                                      |
|  |                                                  | Slovénie                                   | 0        |   |                                      |                                      |
|  | Slovénie                                         | Slovénie                                   | 0        | 3 |                                      |                                      |
|  | Slovénie                                         |                                            |          | 3 |                                      |                                      |
|  | Italie                                           | 2                                          |          |   |                                      |                                      |
|  | Italie                                           | 2                                          | 7e place |   |                                      |                                      |
|  |                                                  |                                            |          |   |                                      |                                      |
|  | Gdańsk, 04-04-99 (19:25 19:25 32:30 28:26 15:13) |                                            |          |   |                                      |                                      |
|  |                                                  |                                            |          |   |                                      |                                      |
|  | France                                           | 3                                          |          |   |                                      |                                      |
|  | France                                           | 3                                          |          |   |                                      |                                      |
|  | Italie                                           | 2                                          |          |   |                                      |                                      |
|  | Italie                                           | 2                                          |          |   |                                      |                                      |

### Classement 1-4
|  | Demi-finales                                    | Demi-finales                               |                        |   | Finale                               | Finale                               |
|  | Demi-finales                                    | Demi-finales                               |                        |   | Finale                               | Finale                               |
|  |                                                 |                                            |                        |   |                                      |                                      |
|  | Gdańsk, 03-04-99 (25:22 17:25 25:19 25:21)      | Gdańsk, 03-04-99 (25:22 17:25 25:19 25:21) |                        |   | Gdańsk, 04-04-99 (25:22 25:22 25:22) | Gdańsk, 04-04-99 (25:22 25:22 25:22) |
|  | Gdańsk, 03-04-99 (25:22 17:25 25:19 25:21)      | Gdańsk, 03-04-99 (25:22 17:25 25:19 25:21) |                        |   | Gdańsk, 04-04-99 (25:22 25:22 25:22) | Gdańsk, 04-04-99 (25:22 25:22 25:22) |
|  | Russie                                          | 3                                          |                        |   | Gdańsk, 04-04-99 (25:22 25:22 25:22) | Gdańsk, 04-04-99 (25:22 25:22 25:22) |
|  | Russie                                          | 3                                          |                        |   | Gdańsk, 04-04-99 (25:22 25:22 25:22) | Gdańsk, 04-04-99 (25:22 25:22 25:22) |
|  | Tchéquie                                        | 1                                          |                        |   | Gdańsk, 04-04-99 (25:22 25:22 25:22) | Gdańsk, 04-04-99 (25:22 25:22 25:22) |
|  | Tchéquie                                        | 1                                          | Russie                 | 3 |                                      |                                      |
|  | Gdańsk, 03-04-99 (25:16 22:25 25:21 25:19)      |                                            | Russie                 | 3 |                                      |                                      |
|  |                                                 | Allemagne                                  | 0                      |   |                                      |                                      |
|  | Allemagne                                       | Allemagne                                  | 0                      | 3 |                                      |                                      |
|  | Allemagne                                       |                                            |                        | 3 |                                      |                                      |
|  | Pologne                                         | 1                                          |                        |   |                                      |                                      |
|  | Pologne                                         | 1                                          | Match pour la 3e place |   |                                      |                                      |
|  |                                                 |                                            |                        |   |                                      |                                      |
|  | Gdańsk, 04-04-99 (25:21 16:25 26:28 25:17 15:9) |                                            |                        |   |                                      |                                      |
|  |                                                 |                                            |                        |   |                                      |                                      |
|  | Tchéquie                                        | 3                                          |                        |   |                                      |                                      |
|  | Tchéquie                                        | 3                                          |                        |   |                                      |                                      |
|  | Pologne                                         | 2                                          |                        |   |                                      |                                      |
|  | Pologne                                         | 2                                          |                        |   |                                      |                                      |

## Classement final
| Place              | Équipe             |
| ------------------ | ------------------ |
| Médaille d'or      | Russie             |
| Médaille d'argent  | Allemagne          |
| Médaille de bronze | République tchèque |
| 4                  | Pologne            |
| 5                  | Ukraine            |
| 6                  | Slovaquie          |
| 7                  | France             |
| 8                  | Italie             |